# Ollerton (Nottinghamshire)
Ollerton, ook Ollerton and Boughton, is een civil parish in het bestuurlijke gebied Newark and Sherwood, in het Engelse graafschap Nottinghamshire. 